# Cholesteroloza
Cholesteroloza – zaburzenie, zaliczane do cholecystoz przerostowych (stanów przerostowych pęcherzyka żółciowego), w którym, w ścianie pęcherzyka żółciowego odkładają się estry cholesterolu oraz trójglicerydy, tworząc charakterystyczny obraz tzw. pęcherzyka truskawkowego (ang. strawberry gallbladder). Część ze złogów cholesterolu może się uwypuklać jak drobne polipy i być widoczna w badaniu ultrasonograficznym. Najczęściej cholesteroloza jest wykrywana jednak dopiero w trakcie sekcji zwłok. Zaburzenie przebiega bezobjawowo albo objawia się bólem w prawym podżebrzu i dyspepsją. Ból nasila się po podaniu cholecystokininy, co można wykorzystać w diagnostyce. Cholesteroloza może przebiegać z kamicą żółciową. Pojawienie się kolki wątrobowej jest wskazaniem do cholecystektomii.